# 人民团结候选人
人民团结候选人（缩写为CUP）是西班牙加泰罗尼亚语地区的一个政党。该党成立于1986年12月14日。该党的意识形态是社会主义、反资本主义、环境保护主义、直接民主、泛加泰罗尼亚主义、市镇主义、欧洲怀疑主义。该党主张加泰罗尼亚独立。该党的政治立场是左翼至极左翼。该党的发言人是查尔斯·里埃拉。该党的总部位于巴塞罗那。该党是政党联盟人民团结候选人－选民呼声的成员。2014年5月，该党有1927名成员。